# 張鳳徵
張鳳徵（1535年—1565年），字舜夫，號治庭，福建泉州府同安縣人，軍籍，明朝政治人物。

## 生平
嘉靖四十年（1561年）辛酉科福建鄉試第四十五名舉人。嘉靖四十四年（1565年）中式乙丑科三甲第九十七名進士。都察院观政，以病乞假归，至张家湾而卒，年三十一。

## 家族
曾祖張世弘；祖父張塤，號鹊峰，平陰縣教諭；父張希濂，號仰峰，诸生，母王氏。弟凤表（庠生）、凤岐、凤林、凤圖、凤覽，俱庠生；凤祥、凤祉（庠生）。